# Harley Rouda
Harley Edwin Rouda (ur. 10 grudnia 1961 w Columbus) – amerykański polityk, członek Partii Demokratycznej.

## Działalność polityczna
Od 3 stycznia 2019 do 3 stycznia 2021 przez jedną kadencję był przedstawicielem 48. okręgu wyborczego w stanie Kalifornia w Izbie Reprezentantów Stanów Zjednoczonych.